# Florence Mangin
Florence Mangin (Paris, 14 de dezembro de 1958) é uma diplomata francesa de carreira, Embaixadora de França em Portugal de 2019 a 2022, depois Embaixadora junto da Santa Sé desde março de 2022.
Foi proposta no início de março de 2022 para o cargo de Embaixadora da França junto à Santa Sé. Após a rápida aprovação da Santa Sé, foi nomeada, em 28 de março de 2022, embaixadora da República Francesa junto à Santa Sé · . Sucedendo a Élisabeth Beton-Delègue, ela é a segunda mulher embaixadora junto à Santa Sé; nesta posição, Florence Mangin ajudou a organizar a canonização dos franceses Charles de Foucauld, Marie Rivier e César de Bus.